# Nœud de cul de porc
Le nœud de cul de porc est un nœud utilisé dans divers domaines servant à créer localement une augmentation du diamètre du cordage. C'est un nœud d'arrêt utilisé pour empêcher un cordage de traverser un orifice. S'il est généralement réalisé en fin de cordage, il peut être fait à n'importe quel endroit d'un cordage (qu'il faudra décommettre avant de le commettre à nouveau).
Ce nœud est également utilisé pour empêcher un cordage de s'effilocher.
L'une des propriétés de ce nœud est de ramener en fin de nouage les brins qui le composent dans le sens du cordage comme le Nœud de sifflet de bosco.
Les anglophones l'appelle Wall knot.
D'après Clifford W. Ashley, ce nœud est mentionné par John Smith, Manwayring, Blanckley, Falconer et Lescallier respectivement en 1627, 1644, 1750, 1769 et 1783.

## Nom
D'après le site lesnoeuds.com, le nom viendrait du fait que les brins suivent une spirale dans le nouage rappelant la forme de la queue de cochon.

## Technique
Généralement représenté à 3 brins (cf. infobox), il n'y a pas de limite au nombre de brins qui peuvent constituer un nœud de cul de porc.
Le principe mis en œuvre est d'amener chaque brin sous le brin qui le suit en tournant dans le sens du commettage du cordage. Quand il n'y a pas de cordage, on peut tourner dans le sens horaire comme anti-horaire, ça n'a pas d'importance. Lorsque le nœud est fini, chaque brin passe sous 2 autres : la fin du brin qui précède et le début de celui qui suit.
Lors du serrage, on ramène les brins dans le sens du cordage. On peut ainsi enchaîner autant de nœuds de cul de porc qu'on le souhaite.
S'il est terminal (en bout de cordage), les brins seront coupés au ras du nœud, la tension de serrage l'empêchera de se défaire. Toutefois, il est préférable de le doubler pour une meilleure tenue s'il est utilisé comme nœud d'arrêt.
Lorsque le cordage possède une âme (un ou plusieurs brins autour desquels s'enroulent les brins qui seront utilisés dans le nœud), celle-ci est ignorée dans le nouage et éventuellement coupée au ras si le nœud est terminal (comme les brins utilisés).

## Autres usages

### Pomme de tire-veille
Le nœud de cul de porc est souvent associé au nœud de tête-de-more qui est son exact opposé dans la technique de réalisation (les brins sont ramenés en arrière vers le cordage bloquant la progression). Quand les 2 sont assemblés (cul de porc en premier, tête-de-more en second) il se forme une boule empêchant les brins du cordage de se séparer et permettant également de lester le cordage. On appelle cet ensemble une pomme de tire-veille.
Bien que ressemblant dans le résultat, la pomme de tire-veille ne constitue pas un bonnet turc.

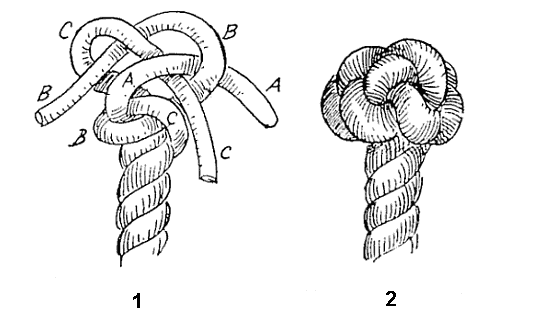
Nœud de cul de porc surmonté d'un nœud de tête-de-more
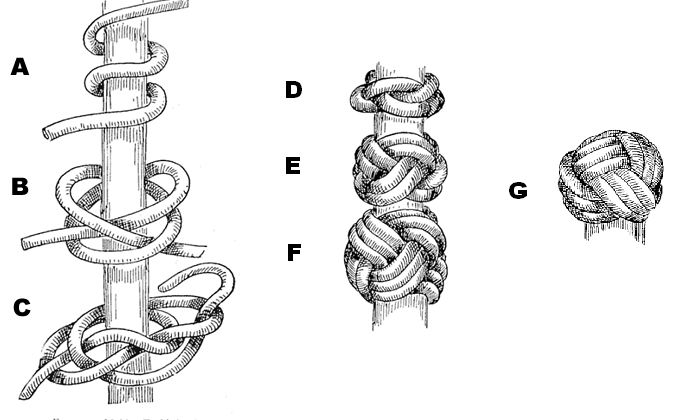
Plusieurs Bonnet turcs
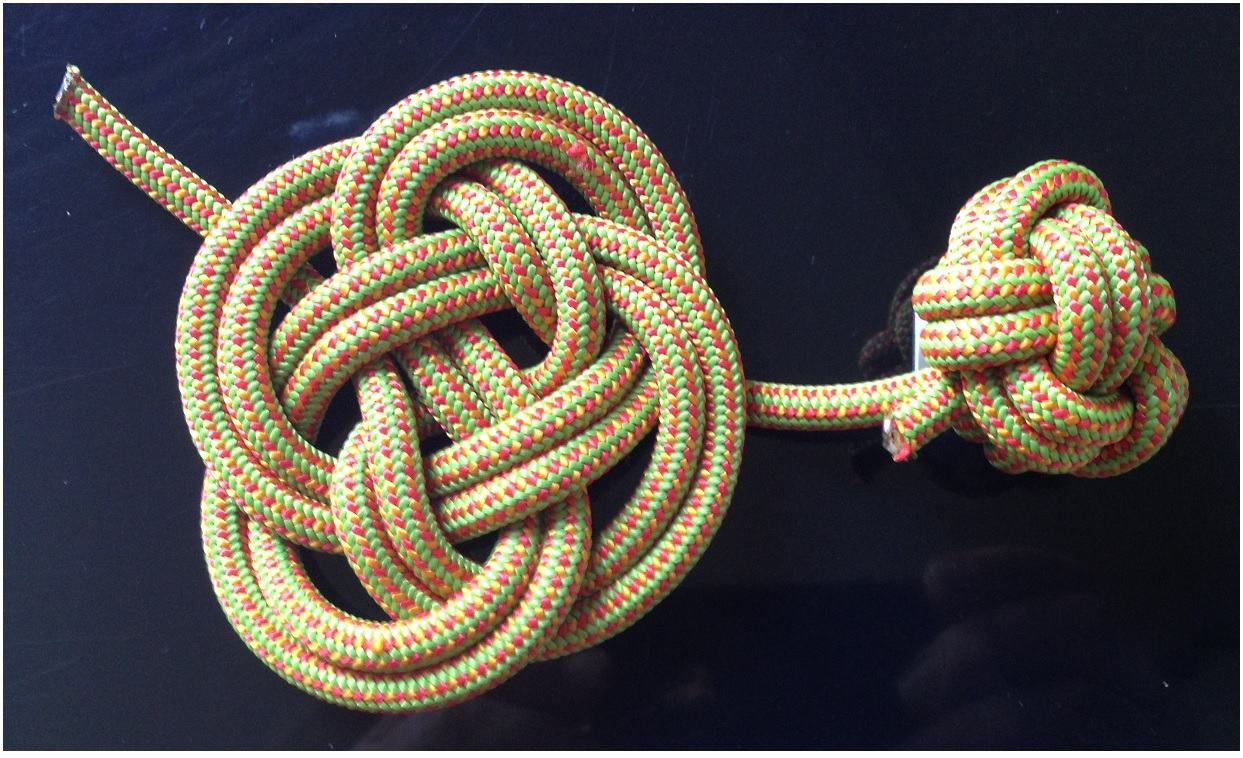
Nœud de tire-veille à 2 brins réalisé à plat et en boule (à 2 tours)

### Bracelet de survie
Le nœud de cul de porc est utilisé pour la construction du bracelet de survie appelé Snake. Dans cette utilisation, le nœud est réalisé à 2 brins et forme par enchaînement des nœuds un cylindre de section presque ronde.

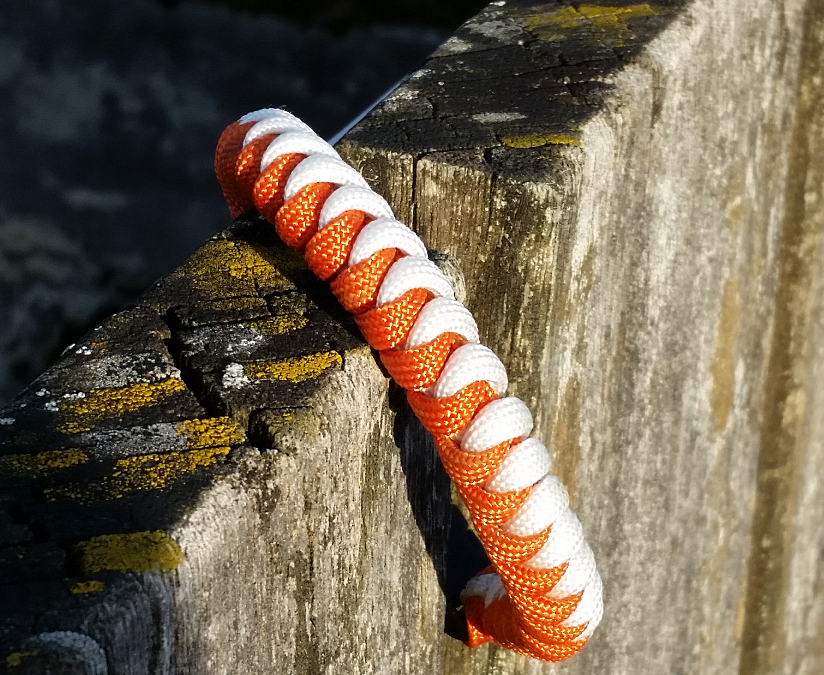
Bracelet Snake
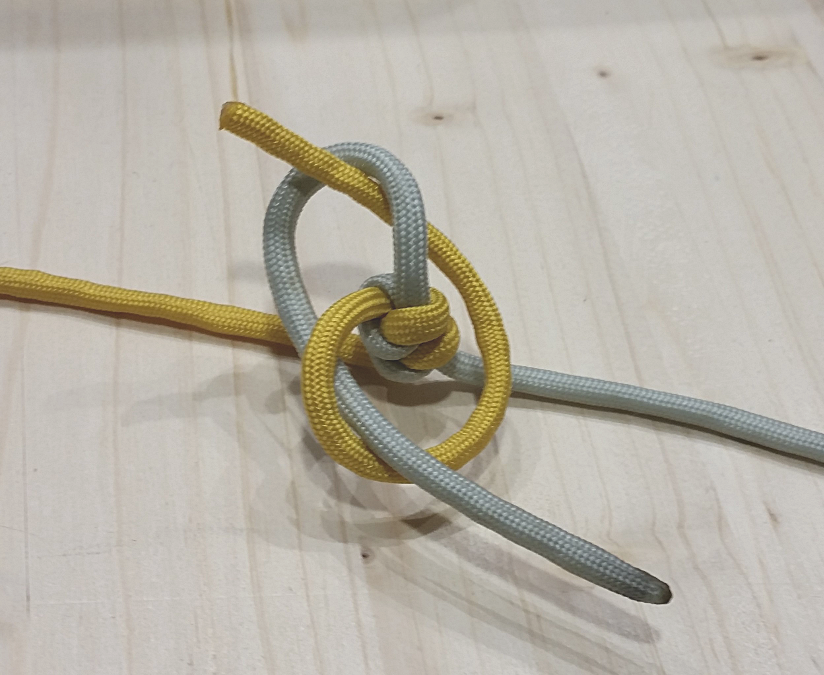
Nœud de cul de porc à 2 brins utilisé pour faire un bracelet Snake bicolore

### Électricité
Le nœud de cul de porc à 2 brins (également appelé nœud d'électricien) est réalisé dans les fiches mâles des rallonges électriques. Le but est de protéger les connexions électriques en cas de traction sur le câble électrique (contrairement aux recommandations qui veulent que par sécurité on tire sur la fiche et jamais sur le câble). Ce nœud permet donc de limiter les risques d'arrachement des fils électriques de la fiche reliée à la phase du réseau.
Ce nœud a perdu de son intérêt depuis la généralisation des serre-câbles qui enserrent le câble à l'intérieur de la fiche.